# The Only One (canción de The Cure)
«The Only One» es el trigésimo octavo sencillo de la banda británica The Cure, el primero en ser extraído de su álbum 4:13 Dream de 2008. Fue el primero en inaugurar una serie de sencillos editados el día 13 de cada mes, «The Only One» se editó el 13 de mayo de 2008.

## Lista de canciones
| Sencillo en CD y vinilo de 7" |                         |          |  |
| N.º                           | Título                  | Duración |  |
| 1.                            | «The Only One» (Mix 13) | 3:57     |  |
| 2.                            | «NY Trip»               | 3:38     |  |

| CD promocional |                         |          |  |
| N.º            | Título                  | Duración |  |
| 1.             | «The Only One» (Mix 13) | 3:57     |  |

Canciones escritas por: Jason Cooper, Simon Gallup, Robert Smith y Porl Thompson.

## Posicionamiento en listas
| Listas (2008)                               | Mejor posición |
| ------------------------------------------- | -------------- |
| Alemania (Offizielle Deutsche Charts)       | 77             |
| Australia (ARIA)                            | 80             |
| Bélgica (Valonia) (Ultratip Bubbling Under) | 23             |
| Escocia (Scottish Singles Sales Chart)      | 10             |
| España (Top 100 Canciones)                  | 1              |
| Estados Unidos (Alternative Airplay)        | 31             |
| Estados Unidos (Adult Alternative Songs)    | 23             |
| Francia (SNEP)                              | 28             |
| Países Bajos (Mega Single Top 100)          | 86             |
| Reino Unido (UK Singles Chart)              | 48             |

## Músicos
- Robert Smith — Guitarra, voz
- Simon Gallup — Bajo
- Jason Cooper — Batería
- Porl Thompson — Guitarra